# باشگاه راگبی بارسلونا

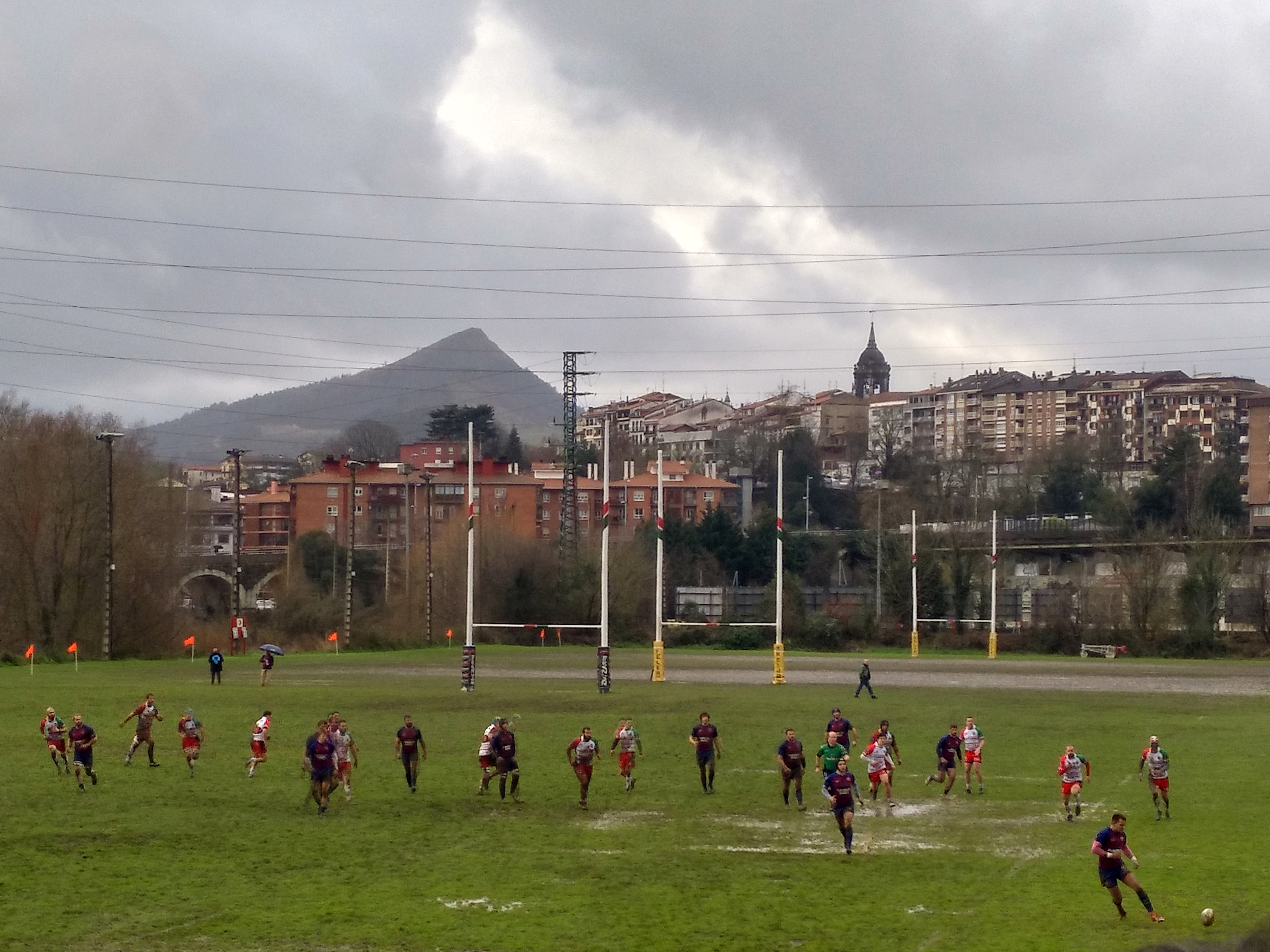
نیمه نهایی جام حذفی اسپانیا، هرنانی کری 10-22 بارسلونا

باشگاه راگبی بارسلونا یک باشگاه راگبی ۱۵ نفره واقع در بارسلون در ایالت کاتالونیا است که در ۲۱ سپتامبر ۱۹۲۴ تأسیس شده‌است. این تیم هم‌اکنون در لیگ دیویژن د هونر بی حضور دارد. هم‌چنین سندرو راسل نیز به عنوان مدیریت باشگاه حضور دارد.

## پیوند به‌بیرون
سایت رسمی